# Либан на Зимским олимпијским играма 2010.
Либану је ово петнаесто учествовање на Зимским олимпијским играма. У Ванкуверу на Олимпијским играма 2010., учествовао је са троје такмичара (1 мушкарац и 2 жене), који су се такмичили у једном спорту.
Либански олимпијски тим остао је у групи екипа које нису освојиле ниједну медаљу.
На свечаном отварању заставу Либана носила је аплска скијашица Chirine Njeim.

## Алпско скијање

### Мушкарци
| Такмичар  | Дисциплина | Резултати    | Резултати    | Резултати    | Резултати    | Резултати    |
| Такмичар  | Дисциплина | 1. вожња     | 2. вожња     | Укупно       | Заостатак    | Пласман      |
| --------- | ---------- | ------------ | ------------ | ------------ | ------------ | ------------ |
| Хасан Ачи | Слалом     | Није завршио | Није завршио | Није завршио | Није завршио | Није завршио |
| Хасан Ачи | Велеслалом | 1:27,19 (67) | Није завршио | Није завршио | Није завршио | Није завршио |

### Жене
| Такмичарка    | Дисциплина      | Резултати    | Резултати    | Резултати | Резултати | Резултати    |
| Такмичарка    | Дисциплина      | 1. вожња     | 2. вожња     | Укупно    | Заостатак | Пласман      |
| ------------- | --------------- | ------------ | ------------ | --------- | --------- | ------------ |
| Ширин Нјејм   | Слалом          | 52,28 (14)   | 52,81 (9)    | 1:45,09   | 2,20      | 9 / 55 (87)  |
| Ширин Нјејм   | Велеслалом      | 1:23,28 (50) | 1:18,33 (42) | 2:41,61   | 14,50     | 43 / 60 (86) |
| Ширин Нјејм   | Супервелеслалом |              |              | 1:29,59   | 9,45      | 37 / 38 (53) |
| Jacky Chamoun | Слалом          | 1:09,41 (69) | 1:08,62 (54) | 2:18,03   | 35,14     | 54 / 55 (87) |